# Alden Sanborn
Alden Reamer "Zeke" Sanborn (Jefferson, Wisconsin, 22 de maig de 1899 - Charlotte Hall, Maryland, 1 de desembre de 1991) va ser un remer estatunidenc que va competir a començaments del segle xx. Serví com a United States Naval Aviator.
Nascut a Wisconsin, era fill d'Edwin J. Sanborn (1865 - 1941) i Augusta Irene Ream Sanborn (1873 - 1933). Després d'estudiar al Beloit College, s'incorporà a l'Acadèmia Naval dels Estats Units, on es graduà el 1922 amb honors especials. El 1920 va prendre part en els Jocs Olímpics d'Anvers, on guanyà la medalla d'or en la competició del vuit amb timoner del programa de rem. A l'Acadèmia, va obtenir una llicenciatura en enginyeria naval. Després va fer un màster en enginyeria aeronàutica al Massachusetts Institute of Technology.
A la marina va ajudar en el desenvolupament d'avions torpedo i bombarders en picat per a la Marina dels Estats Units. Va continuar treballant en el manteniment d'avions i portaavions durant i després de la Segona Guerra Mundial, fins a 1951 quan es va retirar de la Marina dels Estats Units com a capità. Després de la jubilació, Sanborn va treballar per a Chance Vought a Dallas i Curtiss-Wright a Nova Jersey, fins que es va retirar definitivament el 1963.
El 23 de març de 1940 es va casar amb Marjorie Stewart (1911-1987). Van tenir dos fills. Va morir l'1 de desembre de 1991 a Maryland i va ser enterrat al costat de la seva esposa al Cementiri Nacional d'Arlington.